# Secrets (banda)
Secrets (escrito realmente SECRETS) es una banda estadounidense de Post-Hardcore de San Diego, California, formada en 2010. Después de firmar con Rise Records en 2011, SECRETS lanzó su primer álbum de larga duración, The Ascent, en enero de 2012. Este álbum fue producido por Tom Denney, exintegrante de A Day To Remember.  El disco debutó en el #3 en la lista Billboard Heatseekers y se convirtieron en los primeros en publicar de Velocity Records y aparecer en el Top 200 de Billboard, debutando en el #185. SECRETS ha viajado mucho desde el lanzamiento de The Ascent. Han realizado giras con bandas como Sleeping With Sirens, Attack Attack, y Escape The Fate; También aparecieron en el Scream It Like You Mean It Tour durante el 2012.
El 20 de abril de 2013, el vocalista Xander Bourgeois, anunció que abandona el grupo, con el fin de centrarse en mantenerse limpio y sobrio. Además, anunció que iba a estar trabajando en una nueva banda que siente que solo tendrá éxito en su sobriedad. El 30 de abril de 2013, la banda anunció su nueva vocalista sería Aaron Melzer, exintegrante de la banda local Author and Finisher. Junto con el anuncio vocalista, la banda compartió un pequeño clip de una nueva canción de su segundo álbum, Fragile Figures, que han grabado y darán a conocer durante este verano en el Vans Warped Tour.
El 8 de junio de 2013, la banda anunció la fecha de lanzamiento de su segundo álbum Fragile Figures, que fue el 23 de julio de 2013. Un nuevo sencillo, "Ready For Repair", se publicó junto con un vídeo musical el 10 de junio. Una nueva canción del álbum, "Live Together, Die Alone", fue publicado el 25 de junio de 2013, un sencillo promocional. iTunes pre-órdenes para el nuevo álbum aumentaron el 30 de junio de 2013. Un nuevo sencillo promocional, "Maybe Next May" , fue publicado el 5 de julio de 2013. También está disponible a la venta como sencillo, a diferencia de "Live Together, Die Alone", que no está disponible, y "Ready For Repair", que está a la venta disponible través de un paquete de preventa del álbum. Dos sencillos promocionales ya han sido publicados. El 17 de julio de 2013, el álbum fue publicado en secuencia, todas las canciones del álbum están disponibles para escuchar en su totalidad. 

## Miembros
Miembros actuales
- Richard Rogers - guitarra rítmica, teclados, piano, vocalista (2010-presente)
- Wade Walters - voces guturales, bajo (2015-presente)
- Connor Branigan - guitarra líder (2018-presente), bajo (2016-2018, miembro de gira: 2014-2016), guitarra rítmica (2016-2018, miembro de gira: 2015-2016)
- Connor Allen - batería, percusión (2019-presente, miembro de gira: 2018-2019)

Exmiembros
- Marc Koch - bajo (2010-2012), voces claras (2010), Ahora en The Haven
- Xander Bourgeois - voces guturales, screaming (2010-2013), Ahora en The Haven
- Aaron Melzer † - voces guturales (2013-2015)
- Joe English - batería, percusión (2010-2016)
- Michael Sherman - guitarra líder (2010-2018), guitarra rítmica (2010)
- Michael Owens- bajo (2012-2014)

Exmiembros de gira
- Tim Trad - bajo (2012-2014)
- Connor Branigan - bajo (2014-2016, miembro oficial: 2016-2018), guitarra rítmica (2015-2016, miembro oficial: 2016-2018)
- Tyre Outerbridge - batería, percusión (2016-2018)
- Connor Allen - batería, percusión (2018-2019, miembro oficial: 2019-presente)

Línea de tiempo